# Wapen van IJsselham

Wapen van IJsselham

Het wapen van IJsselham werd op 20 maart 1973 aan de op 1 januari 1973 nieuw ontstane Overijsselse gemeente IJsselham toegekend. De gemeente is ontstaan na een verplichte fusie tussen de gemeenten Oldemarkt, Kuinre, Steenwijkerwold en Blankenham. Ook van een aantal andere gemeenten ging er grondgebied naar IJsselham, maar dat waren kleine stukken. Het wapen werd tussen 1973 en 2001 gebruikt, in 2001 is de gemeente opgegaan in de gemeente Steenwijk, die in 2003 werd hernoemd naar Steenwijkerland. De nieuwe gemeente gebruikt een wapen zonder wapenstukken uit wapens van voorgaande gemeenten, met uitzondering van het wapen van Steenwijk.

## Blazoenering
De blazoenering van het wapen van IJsselham luidde als volgt:
Schuingevierendeeld: I in sabel een linkerhand van goud, II in keel een lopende zwaan van zilver, gebekt en gepoot van goud, III in keel een geankerd schuinkruis van zilver, IV in sabel een opgetuigd koggeschip van goud. Het schild gedekt met een gouden kroon van 3 bladeren en 2 parels.
Het wapen is schuin gecarteleerd. Hierdoor is het eerste deel niet rechtsboven, voor de kijker linksboven, maar in de top. In de kwartieren staan de belangrijkste wapenstukken uit de wapens van voorgaande gemeenten. Het eerste en vierde kwartier (bovenste en onderste) zijn beide zwart met een gouden voorstelling. Het tweede en derde kwartier (rechter en linker) zijn rood met zilveren voorstellingen. Boven op het schild een gravenkroon, een kroon van drie bladeren met daartussen twee parels.

## Samenstellende wapens
Het wapen is samengesteld uit stukken van de volgende wapens:

De hand uit het wapen van Oldemarkt
De zwaan uit het wapen van Kuinre
Het kruis uit het wapen van Steenwijkerwold
Het schip uit het wapen van Blankenham

Ambt Almelo
· Ambt Delden
· Ambt Hardenberg
· Ambt Ommen
· Ambt Vollenhove
· Avereest
· Bathmen
· Blankenham
· Blokzijl
· Brederwiede
· Den Ham
· Denekamp
· Diepenheim
· Diepenveen
· Genemuiden
· Giethoorn
· Goor
· Grafhorst
· Gramsbergen
· Hasselt
· Heino
· Holten
· IJsselham
· IJsselmuiden
· Kamperveen
· Kuinre
· Lonneker
· Markelo
· Nieuwleusen
· Noordoostpolder
· Oldemarkt
· Olst
· Ootmarsum
· Rijssen
· Stad Almelo
· Stad Delden
· Stad Hardenberg
· Stad Ommen
· Stad Vollenhove
· Steenwijk
· Steenwijkerwold
· Urk
· Vollenhove
· Vriezenveen
· Wanneperveen
· Weerselo
· Wijhe
· Wilsum
· Zalk en Veecaten
· Zwartsluis
· Zwollerkerspel